# Blender (Film)
Blender ist ein abendfüllender, autobiografisch motivierter Kinodokumentarfilm der Regisseurin und Autorin Susann Reck. Er entstand im Zeitraum von sieben Jahren (zwischen 2007 und 2014). Der Dokumentarfilm erzählt von einem Heim für psychisch Kranke, „Blender“, auf einem gleichnamigen Berg im Allgäu, das die Eltern von Susann S. Reck gegründet haben, und in dem sie zeitweise aufgewachsen ist.

## Inhalt
Während das Personal der Einrichtung weitgehend im Hintergrund bleibt – in dem Film kommen weder Ärzte noch Krankenschwestern oder Pfleger zu Wort – erzählen die sechs Protagonisten über sich und ihre psychischen Störungen und Zustände direkt und unverstellt. Sie sind sich ihrer jeweiligen Lage bewusst und handeln immer aus ihrer eigenen, inneren Logik heraus.
Der Film Blender ist ein Ensemblefilm, dessen Episoden um das Kommen und Gehen der Bewohner kreisen. Die Episoden werden auf eine leichte, fast heitere Art und Weise eingeführt und verdichten sich im Laufe des Films zu Trauer und Dramatik. Blender thematisiert nicht in erster Linie ein Verrückt- oder Anderssein. Er erzählt weder erfolgreiche Heilungsgeschichten, noch bestimmte Therapiekonzepte. Vor einer beeindruckenden Naturkulisse entfalten sich vielfältige Formen menschlicher Existenz, die sich einen einsamen Weg durch das Leben suchen.

## Veröffentlichung
Blender wurde im Oktober 2015 während der Aktionswoche für seelische Gesundheit in Berlin uraufgeführt. Im selben Monat hatte er seine österreichische Uraufführung bei den ‘Arthouse - Filmtagen’Ausnahmezustand’ in Innsbruck.

## Pressestimmen
„… wunderbar erzählte Geschichten …“ Jo Schück, Aspekte ZDF
„… eine Hommage an all die Menschen, die sehr früh auf eine andere, enge Spur geschickt wurden.“ Ilse Eichenbrenner, Psychiatrie-Verlag
„Das Verhältnis zu meinen Protagonisten änderte sich in dem Moment, als klar wurde, dass ich sie filmen wollte. Da fielen Sätze wie […] willst du dich etwa über uns lustig machen? Oder: Wir wissen selbst, dass wir verrückt sind, dafür brauchen wir dich nicht …“ Susann S. Reck im Gespräch mit Sharon Adler, AVIVA-Berlin

## DVD zum Film
Blender wurde im Laufe des Jahres 2016 als DVD veröffentlicht.

## Musik zum Film
Die Filmmusik von Donald Rubinstein wurde im Laufe des Jahres 2016 bei Perseverance Records veröffentlicht.